# Волошин Іван Олексійович
Іван Олексійович Воло́шин (9 травня 1908, Кам'янка — 1 грудня 1993, Київ) — український театральний критик, театрознавець (кандидат мистецтвознавства з 1950 року) та педагог.

## Життєпис
Народився 26 квітня [9 травня] 1908 року в місті Кам'янці (нині Черкаський район Черкаської області, Україна). 1930 року закінчив Київський музично-драматичний інститут. 
З 1930 року, з перервою, викладав у Київському інституті театрального мистецтва. Серед учнів: Лідія Білецька, Юрій Бобошко, Юрій Богдашевський, Ярослав Верещак, Данило Поштарук, Раїса Сеннікова.
Помер у Києві 1 грудня 1993 року.

## Наукова діяльність
Досліджував джерела народних ігор і театральних видовищ в Україні і їхнє походження, переважну частину текстів яких («Коза», «Лодка», «Трон», «Цар Ірод», «Калита» та інші) записав у Полтавській, Кіровоградській, Житомирській, Чернігівській областях. 
Написав дослідження
- «Джерела народного театру на Україні» (1960);
- «Панас Карпович Саксаганський» (1960);
- «Тарас Шевченко і Михайло Щепкін» (1963);
- «Михайло Щепкін і Україна» (1963);
- «Музи тоді не мовчали. 1941–1945: Спогади, нариси, статті, замітки» (1985);
- «Актор Щепкін на Україні: До 200-річчя з дня народження» (1988).

Автор вступних статей і упорядник книг
- «Корифеї українського театру» (1982);
- «Гнат Юра. Моє життя» (1987);